# Língua gestual russa
A língua gestual russa (no Brasil: língua de sinais russa) é a língua gestual usada pela comunidade surda da Rússia. Possui cerca de 120.000 utilizadores.